# Arp 102
Arp 102 ist die Bezeichnung eines interagierenden Galaxienpaares im Sternbild Herkules, welche aus einer Spiralgalaxie und einer elliptischen Galaxie besteht und zusammen als Arp 102 katalogisiert ist. Halton Arp gliederte seinen Katalog ungewöhnlicher Galaxien nach rein morphologischen Kriterien in Gruppen. Diese Galaxie gehört zu der Klasse Elliptischer Galaxien mit Verbindung zu Spiralen.